# Studebaker Avanti

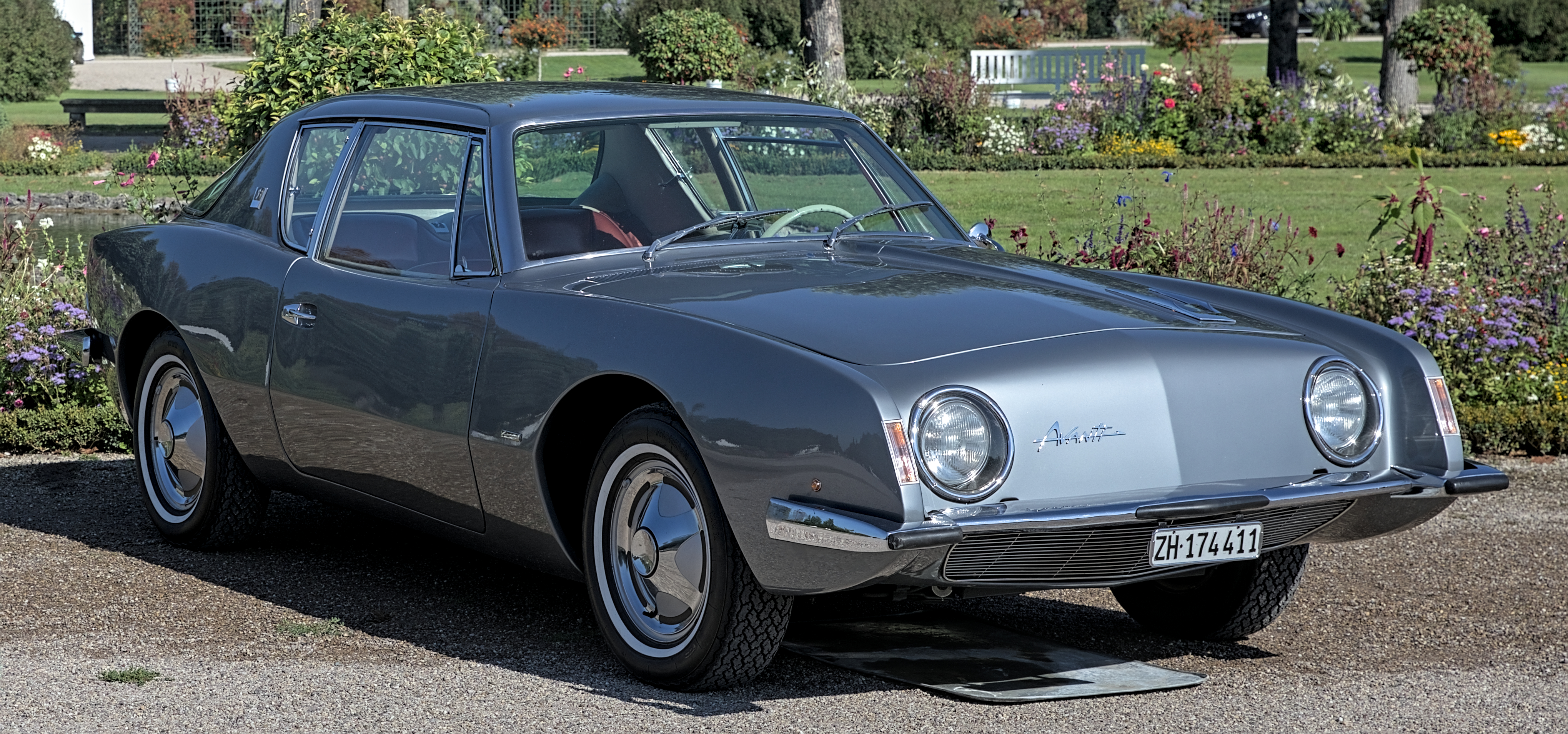
Studebaker Avanti

Studebaker Avanti är en sportbil som byggdes av Studebaker mellan juni 1962 och december 1963. Storleksmässigt påminner den om Ford Mustang.
Designarbetet gjordes under Raymond Loewys ledning. Formgivningen var, för sin tid, mycket futuristisk. Under den moderna karossen vilade dock, på grund av Studebakers ansträngda finanser, ett chassi som hängt med sedan 1953 och därmed hopplöst omodernt, och Studebakers small-block V8. Chassiet bestod av en överdimensionerad kryssram med traditionell framvagn med dubbla tvärlänkar och dito bakvagn med stel axel i bladfjädrar hade dubbla krängningshämmare och momentstag. Den motorsvagaste R1-modellen hade en toppfart på 225 km/h R2-motorn gav bilen en toppfart på 250 km/h, och R3-modellen hela 270 km/h Det tillverkades flera prototyper med ännu starkare motorer, alla baserade på samma V8, den vassaste utvecklade 575hk och gav 315kmh som toppfart. Endast 4643 exemplar tillverkades innan Studebaker stängde fabriken i South Bend, Indiana för gott i december 1963.
Historien om Avanti slutade dock inte här trots att Studebaker försvann som biltillverkare 1966. Två av återförsäljarna i South Bend, Nate Altman och Leo Newman, köpte namnet Avanti, alla återstående delar och tillverkningsverktyg, samt en del av den nedlagda fabriken i South Bend och fortsatte tillverkningen av Avanti. Dessa bilar kallades Avanti II, hade en V8 på 327 in³ (5.4 L) hämtad från Chevrolet Corvette, och handbyggdes i små serier. Bilarna sattes ihop för hand och kunde utrustas efter kundens önskemål, exklusiva inredningar var vanligt och det var även en rejäl prislapp, dyrare än Cadillac Eldorado!
Motorerna växlade, efter 327 kom 350, därefter 400, fortfarande small-block men 6.5 liters volym ansåg man behövdes för att kompensera avgasreningen. Motorerna krympte till 305 när lägre förbrukning blev aktuellt och 1984 var Avanti den snålaste V8-bil som fanns att köpa.I början på 1980-talet köpte Stephen Blake företaget och man utvecklade ett modernare chassi med individuell hjulupphängning, samt en cabrioletmodell.  Blakes företag gick i konkurs 1986, och köptes av Michael Kelly, som flyttade produktionen till Youngstown, Ohio. Dessa bilar tillverkades fram till 1991 (?). Sedan dess har flera försök gjorts att återuppliva Avanti.
En moderniserad variant av Avanti fanns att köpa fram till 2006.